# Allen & Unwin
Allen & Unwin este o editură australiană independentă, înființată în Australia în anul 1976 ca o filială a firmei britanice George Allen & Unwin Ltd., care a fost fondată de Sir Stanley Unwin în august 1914 și a devenit una dintre cele mai importante din secolul al XX-lea.

## George Allen & Unwin în Marea Britanie
George Allen and Sons a fost înființată în 1871 de către George Allen, cu sprijinul lui John Ruskin, devenind George Allen and Unwin în 1914, ca urmare a achiziționării de către Stanley Unwin a pachetului de control. Fiul lui Unwin, Rayner S. Unwin, și nepotul Philip au fost implicați în conducerea companiei, care a publicat lucrări de Bertrand Russell, Arthur Waley, Roald Dahl și Thor Heyerdahl. A devenit bine cunoscută ca editor al operelor lui J. R. R. Tolkien, la puțin timp după publicarea popularului roman fantasy pentru copii The Hobbit în 1937 și sequel-ul lui de fantezie înaltă The Lord of The Rings în 1954-1955.
Rayner Unwin s-a retras la sfârșitul anului 1985, iar firma a fuzionat în 1986 cu Bell & Hyman pentru a forma „Unwin Hyman Limited”. Robin Hyman a devenit director executiv al companiei Unwin Hyman. Din acest moment Allen & Unwin a fost o companie cu sediul în Australia, ce aparținea companiei Unwin Hyman. Rayner Unwin a revenit pentru un timp ca președinte al Unwin Hyman, dar s-a retras din nou la sfârșitul anului 1988. Împotriva obiecțiilor acționarului Unwin, Hyman a vândut firma către HarperCollins. HarperCollins a vândut drepturile de publicare ale cărților  academice deținute de Unwin Hyman către Routledge.

## Allen & Unwin în Australia
Allen & Unwin Australia Pty Ltd a devenit independentă în iulie 1990 prin intermediul cumpărării pachetului de control de către membrii conducerii atunci când firma britanică a fost cumpărată de HarperCollins. Acum cunoscut simplu ca „Allen & Unwin” compania a devenit cea mai de succes editură „independentă” din Australia și publică în prezent până la 250 de titluri noi pe an.
De la stabilirea premiului în 1992, Allen & Unwin a fost votată Editura Anului de douăsprezece ori, inclusiv în 2013. Fondator și președinte al Allen & Unwin este Patrick Gallagher, director general este Robert Gorman și director editorial este Sue Hines.